# Werner Studentkowski

Werner Studentkowski

Werner Studentkowski (* 20. September 1903 in Kiew; † 26. Januar 1951 in Rinteln) war ein deutscher Politiker (NSDAP).

## Leben und Wirken
Werner Studentkowski wurde 1903 als Sohn deutscher Eltern in Kiew geboren. Nach dem Besuch eines Gymnasiums in Magdeburg durchlief er eine zweijährige Banklehre in Magdeburg und Jena. Anschließend arbeitete er kurzzeitig als Kontorist in Leipzig. In den Jahren 1925 bis 1927 studierte er Rechtswissenschaften und Volkswirtschaft an der Universität Leipzig, musste das Studium jedoch aus finanziellen Gründen unterbrechen. 1929 schrieb er sich für das Studienfach Philosophie ein. Ergänzend dazu besuchte er Veranstaltungen in den Bereichen Geschichte, Soziologie und Zeitungskunde.
Nachdem er sich während seines Erststudiums im Nationalsozialistischen Deutschen Studentenbund engagiert hatte, begann Studentkowski sich auch für die NSDAP selbst, der er seit dem 8. Mai 1925 angehörte (Mitgliedsnummer 3.815), rednerisch und organisatorisch zu betätigen. 1927 beauftragte ihn der junge Berliner Gauleiter Joseph Goebbels, den Studentkowski im Herbst 1926 kennengelernt hatte, damit, die NSDAP-Propagandaarbeit in der Provinz Brandenburg zu organisieren. Von 1927 bis 1928 betätigte er sich als Gauredner der NSDAP und danach als Reichsredner. Im November 1933 wurde er zum Gauschulungsleiter der NSDAP Sachsen ernannt.
In der Zeit vom 22. Juni 1930 bis zum 14. November 1933 bekleidete Studentkowski erstmals als Abgeordneter der NSDAP im sächsischen Landtag erstmals ein öffentliches Amt. Seit 1931 studierte er gleichzeitig bei Hans Freyer. Als Landtagsabgeordneter fiel er unter anderem durch eine Parlamentsrede auf, in der er – nach nationalsozialistischen Vorstellungen – „reinrassige“ und „unreinrassige“ Menschen in eine Analogie zum Tierreich brachte: Er entwickelte dabei die Idee, dass „reinrassige Menschen“ sich zu den Unreinrassigen verhalten würden, wie Rassehunde zu Schweinen; während man Hunde (Reinrassige) durch Erziehung stubenrein – und somit zu nützlichen Mitgliedern der Hausgemeinschaft – machen könnte, wäre dies mit Schweinen (also Unreinrassigen) nicht möglich, so dass diese letztlich nur dazu taugen würden, geschlachtet zu werden.
Unmittelbar vor der nationalsozialistischen Machtübernahme im Frühjahr 1933 wurde Studentkowski Anfang Januar 1933 Mitglied der Stadtverordnetenversammlung der Stadt Leipzig. Im November 1933 wurde er außerdem als Abgeordneter in den – politisch nun völlig einflusslosen – Reichstag gewählt, dem er in der Folge knapp elfeinhalb Jahre lang als Vertreter des Wahlkreises 29 (Leipzig) angehören sollte.
In den Jahren 1933/1934 war Studentkowski unter der unverdächtigen Bezeichnung als „wissenschaftlicher Hilfsarbeiter“ an der Universität Leipzig mit der Leitung der politischen Bildung an der Universität befasst. Am 1. Februar 1934 wurde er schließlich im Rang eines Oberregierungsrates ins Sächsische Volksbildungsministerium berufen, in dem er die Leitung der Hochschulabteilung und des Amtes für nationalsozialistische Erwachsenenbildung übernahm. In dieser Eigenschaft oblag es Studentkowski, den sächsischen Hochschulbetrieb nach nationalsozialistischen Vorstellungen zu reorganisieren: Da jede neue Berufung und jede aus politischen Gründen erfolgende Entlassung über seinen Schreibtisch ging, war er in den folgenden Jahren insbesondere für die personalpolitische Gleichschaltung der ihm unterstehenden Universitäten verantwortlich. 1941 schied Studentkowski nach Konflikten mit Gauleiter Martin Mutschmann aus dem Volksbildungsministerium aus.
Von 1941 bis 1945 war Studentkowski als Reichsamtsleiter in der Reichspropagandaleitung der NSDAP in Berlin tätig. Daneben war er als Oberführer (1942) in der Stabsleitung der SA. Ab 1944 wurde Studentkowski bei der Waffen-SS in Lothringen eingesetzt. Später kam er in sowjetische Kriegsgefangenschaft, aus der er nach dem Ende des Zweiten Weltkrieges krankheitsbedingt entlassen wurde. Er betätigte sich danach als Heilkräutersammler.
Studentkowski lebte unter dem falschen Namen Walter Strohschneider, den er sich spätestens 1945 zugelegt hatte, in der britischen Besatzungszone. Daher durchlief er kein Entnazifizierungsverfahren. Am 26. Januar 1951 starb er im Kreiskrankenhaus von Rinteln an Leukämie. Seine Sterbeurkunde wurde zunächst unter seinem falschen Namen ausgestellt, die Eintragung wurde aber 1953 laut Anordnung des Amtsgerichts Hannover korrigiert.
Sein Sohn war der rheinland-pfälzische SPD-Landtagsabgeordnete und letzte Regierungspräsident von Trier Heinrich Studentkowski (1938–2000).

## Schriften
- Arbeit, Wirtschaft, Recht. J. F. Lehmanns Verlag, München, DNB 57875858X.